# Glipa separata
Glipa separata es una especie de coleóptero de la familia Mordellidae.

## Distribución geográfica
Habita en Tonkin (Vietnam).